# Ủy ban Ngân hàng, Gia cư và Các vấn đề Đô thị Thượng viện Hoa Kỳ
Ủy ban Ngân hàng, Gia cư và Các vấn đề Đô thị Thượng viện Hoa Kỳ (tiếng Anh: United States Senate Committee on Banking, Housing, and Urban Affairs) có thẩm quyền đối với các vấn đề liên quan đến ngân hàng, tiền tệ, kiểm soát giá cả, bảo hiểm tiền tệ, xúc tiến – kiểm soát xuất khẩu, chính sách tiền tệ liên bang, hỗ trợ tài chính cho thương mại và công nghiệp, phát hành tiền giấy, tiền tệ và tiền đúc, gia cư công và tư, phát triển đô thị, giao thông công cộng và các hợp đồng khác của chính phủ.
Chủ tịch hiện tại của Ủy ban là Sherrod Brown (D–OH), và Thành viên Xếp hạng là Pat Toomey (R–PA).

## Thành viên của ủy ban trongQuốc hội khóa 117
| Đa số | Thiểu số |
| --- | --- |
| - Sherrod Brown, Ohio, Chủ tịch - Jack Reed, Đảo Rhode - Bob Menendez, New Jersey - Jon Tester, Montana - Mark Warner, Virginia - Elizabeth Warren, Massachusetts - Chris Van Hollen, Maryland - Catherine Cortez Masto, Nevada - Tina Smith, Minnesota - Kyrsten Sinema, Arizona - Jon Ossoff, Georgia - Raphael Warnock, Georgia | - Pat Toomey, Pennsylvania, Thành viên Xếp hạng - Richard Shelby, Alabama - Mike Crapo, Idaho - Tim Scott, Nam Carolina - Mike Rounds, Nam Dakota - Thom Tillis, Bắc Carolina - John Kennedy, Louisiana - Bill Hagerty, Tennessee - Cynthia Lummis, Wyoming - Jerry Moran, Kansas - Kevin Cramer, North Dakota - Steve Daines, Montana |

## Chủ tịch Ủy ban

### Ủy ban Ngân hàng và Tiền tệ, 1913–1970
| Chủ tịch | Chủ tịch             | Đảng     | Tiểu bang      | Nhiệm kỳ  |
| -------- | -------------------- | -------- | -------------- | --------- |
|          | Robert L. Owen       | Dân chủ  | Oklahoma       | 1913–1919 |
|          | George P. McLean     | Cộng hòa | Connecticut    | 1919–1927 |
|          | Peter Norbeck        | Cộng hòa | Nam Dakota     | 1927–1933 |
|          | Duncan U. Fletcher   | Dân chủ  | Florida        | 1933–1936 |
|          | Robert F. Wagner     | Dân chủ  | New York       | 1937–1947 |
|          | Charles W. Tobey     | Cộng hòa | New Hampshire  | 1947–1949 |
|          | Burnet R. Maybank    | Dân chủ  | South Carolina | 1949–1953 |
|          | Homer Capehart       | Cộng hòa | Indiana        | 1953–1955 |
|          | J. William Fulbright | Dân chủ  | Arkansas       | 1955–1959 |
|          | A. Willis Robertson  | Dân chủ  | Virginia       | 1959–1966 |
|          | John J. Sparkman     | Dân chủ  | Alabama        | 1967–1970 |

### Ủy ban Ngân hàng, Gia cư và Đô thị, 1970 – nay
| Chủ tịch | Chủ tịch           | Đảng     | Tiểu bang   | Nhiệm kỳ  |
| -------- | ------------------ | -------- | ----------- | --------- |
|          | John J. Sparkman   | Dân chủ  | Alabama     | 1970–1975 |
|          | William Proxmire   | Dân chủ  | Wisconsin   | 1975–1981 |
|          | Jake Garn          | Cộng hòa | Utah        | 1981–1987 |
|          | William Proxmire   | Dân chủ  | Wisconsin   | 1987–1989 |
|          | Donald Riegle      | Dân chủ  | Michigan    | 1989–1995 |
|          | Alfonse M. D'Amato | Cộng hòa | Newyork     | 1995–1999 |
|          | Phil Gramm         | Cộng hòa | Texas       | 1999–2001 |
|          | Paul Sarbanes      | Dân chủ  | Maryland    | 2001      |
|          | Phil Gramm         | Cộng hòa | Texas       | 2001      |
|          | Paul Sarbanes      | Dân chủ  | Maryland    | 2001–2003 |
|          | Richard Shelby     | Cộng hòa | Alabama     | 2003–2007 |
|          | Chris Dodd         | Dân chủ  | Connecticut | 2007–2011 |
|          | Tim Johnson        | Dân chủ  | Nam Dakota  | 2011–2015 |
|          | Richard Shelby     | Cộng hòa | Alabama     | 2015–2017 |
|          | Mike Crapo         | Cộng hòa | Idaho       | 2017–2021 |
|          | Sherrod Brown      | Dân chủ  | Ohio        | 2021–nay  |

Ghi chú:
1. ↑  Vào đầu Quốc hội khóa 107, tháng 1 năm 2001, Thượng viện bị chia đều. Với việc Tổng thống Bill Clinton và Phó Tổng thống Al Gore của đảng Dân chủ vẫn còn phục vụ cho đến ngày 20 tháng 1, Phó Tổng thống Gore có quyền bỏ phiếu phá vỡ thế hoà và do đó đảng Dân chủ kiểm soát Thượng viện trong 17 ngày, từ ngày 3 tháng 1 đến ngày 20 tháng 1. Vào ngày 3 tháng 1, Thượng viện đã thông qua S. Res. 7 chỉ định các thượng nghị sĩ Đảng Dân chủ làm chủ tịch ủy ban phục vụ trong thời kỳ này và các chủ tịch đảng Cộng hòa sẽ phục vụ có hiệu lực vào trưa ngày 20 tháng 1 năm 2001.
2. ↑  Vào ngày 6 tháng 6 năm 2001, Đảng Dân chủ nắm quyền kiểm soát Thượng viện sau khi Thượng nghị sĩ James Jeffords (VT) chuyển từ Đảng Cộng hòa sang Độc lập và tuyên bố rằng ông sẽ họp kín với Đảng Dân chủ.